# Statler et Waldorf

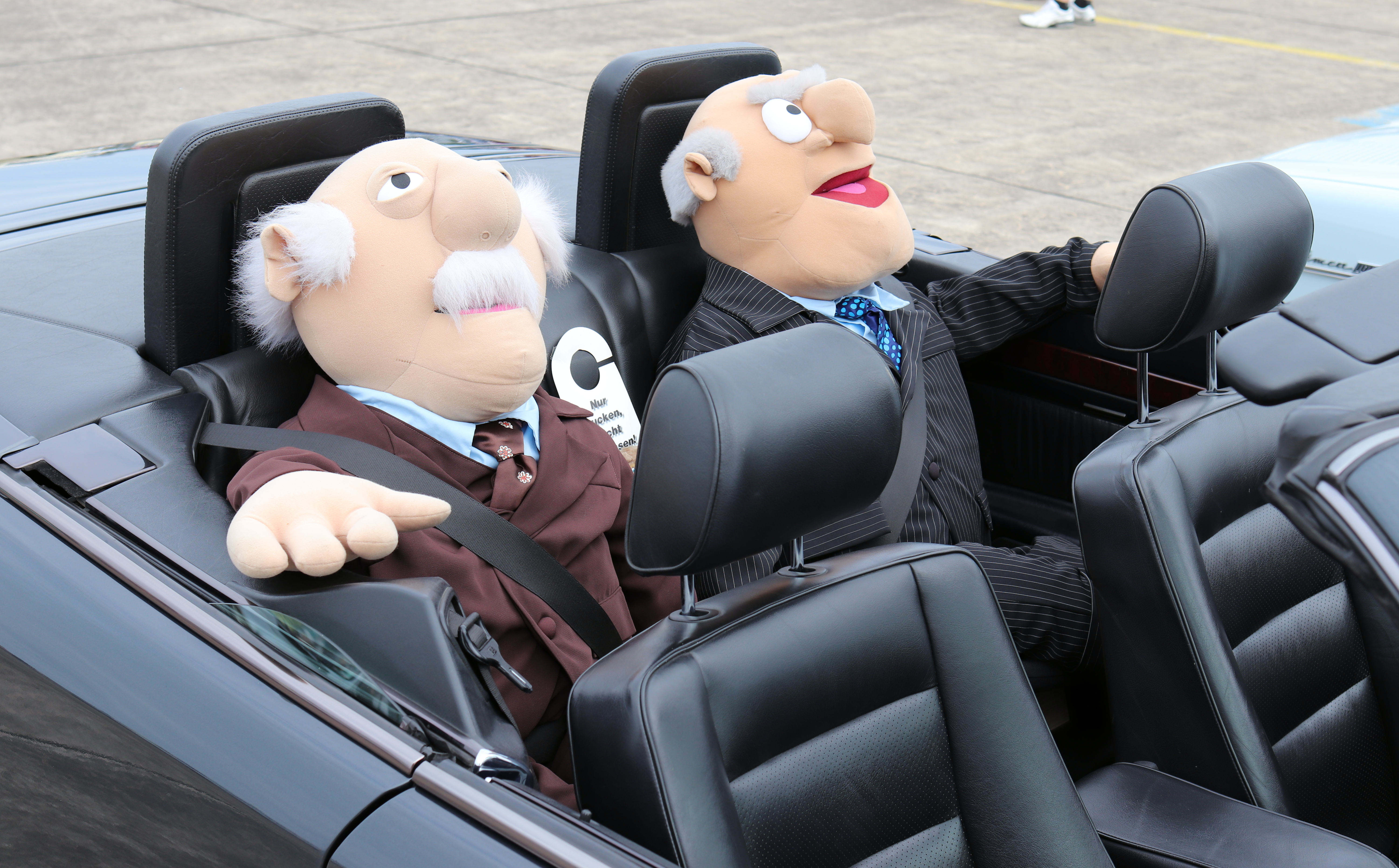
Statler (à droite) et Waldorf (à gauche) à bord d'une Mercedes W124 Classe E cabriolet.

Gaston Statler et Victor Waldorf sont deux marionnettes créées par Jim Henson et Bonnie Erickson, et apparues pour la première fois dans le Muppet Show (1976-1981). Ces deux spectateurs acariâtres passent leur temps à ironiser sur la piètre qualité du spectacle depuis une loge d'avant-scène. Waldorf a une moustache et Statler un nez pointu. Tous deux ont le crâne dégarni.
Ils ont été interprétés successivement par Jerry Nelson (1975, 1992-2001), Richard Hunt (1976-1991) et Steve Whitmire (depuis 2002) pour Statler et Jim Henson (1975-1990) et Dave Goelz (depuis 1992) pour Waldorf.
Leurs noms sont inspirés de deux hôtels new-yorkais : le Statler Hilton (en) et le Waldorf-Astoria.

## Filmographie
- 1976-1981 : Le Muppet Show
- 1979 : Les Muppets, le film
- 1981 : La Grande Aventure des Muppets
- 1984 : Les Muppets à Manhattan
- 1986 : The Muppets: A Celebration of 30 Years (en)
- 1987 : A Muppet Family Christmas (en)
- 1990 : The Muppets at Walt Disney World (en)
- 1992 : Noël chez les Muppets
- 1996 : L'Île au trésor des Muppets
- 1999 : Les Muppets dans l'espace
- 2002 : Joyeux Muppet Show de Noël
- 2002 : Kermit, les années têtard
- 2005 : Le Magicien d'Oz des Muppets
- 2006 : Muppets TV
- 2011 : Les Muppets, le retour

## Voix françaises

### Statler
- Pierre Tornade : Le Muppet Show
- Claude Joseph : Les Muppets, le film, Les Muppets à Manhattan
- Gérard Surugue : La Grande Aventure des Muppets
- Jean-Pierre Denys : Noël chez les Muppets, Les Muppets dans l'espace
- Pierre Dourlens : Muppets TV
- Claude Préfontaine : Les Muppets, le retour

### Waldorf
- Gérard Hernandez : Le Muppet Show, L'Île au trésor des Muppets, Les Muppets dans l'espace, Le Magicien d'Oz des Muppets
- José Luccioni : Les Muppets, le film
- Michel Dodane / Gérard Rinaldi (chant) : La Grande Aventure des Muppets
- Philippe Clay : Noël chez les Muppets
- Jean-François Kopf : Muppet TV
- Charles Préfontaine : Les Muppets, le retour